# Абанкур (Север)
Абанкур (фр. Abancourt) насеље је и општина у североисточној Француској у региону Север-Па де Кале, у департману Север која припада префектури Камбре.
По подацима из 2011. године у општини је живело 447 становника, а густина насељености је износила 78,84 становника/km². Општина се простире на површини од 5.67 km². Налази се на средњој надморској висини од 57 метара (максималној 70 m, а минималној 36 m).

## Демографија
| 1962. | 1968. | 1975. | 1982. | 1990. | 1999. | 2011. |
| ----- | ----- | ----- | ----- | ----- | ----- | ----- |
| 365   | 344   | 316   | 351   | 413   | 432   | 447   |

График промене броја становника у току последњих година